# خانه هدایتی - اطاقور
خانه هدایتی - اتاقور مربوط به دوره قاجار است و در شهرستان لنگرود، بخش اتاقور، خیابان امام خمینی، ایستگاه آزاد واقع شده و این اثر در تاریخ ۱۱ مهر ۱۳۸۳ با شمارهٔ ثبت ۱۱۱۳۸ به‌عنوان یکی از آثار ملی ایران به ثبت رسیده است.